# Покровка (Туймазинский район)
Покровка (баш. Покровка) — деревня в Туймазинском районе Башкортостана, входит в состав Тюменяковского сельсовета.

## Географическое положение
Расстояние до:
- районного центра (Туймазы): 17 км,
- центра сельсовета (Тюменяк): 5 км,
- ближайшей ж/д станции (Туймазы): 17 км.

## История
До 2006 года деревня входила в состав Какрыбашевского сельсовета.

## Население
| 2002 | 2009 | 2010 |
| ---- | ---- | ---- |
| 123  | ↘111 | ↗143 |

Национальный состав
Согласно переписи 2002 года, преобладающая национальность — русские (90 %).

## Религия
В деревне есть православная часовня.

## Известные уроженцы
- Большаков, Виктор Григорьевич (род. 9 июня 1938 года) — водитель автотранспортного предприятия треста «Востокнефтепроводстрой», полный кавалер Ордена Трудовой Славы (1984)[6].
- Ёлкин, Иван Сергеевич (22 марта 1924 — 3 апреля 1991) — подполковник, участник Великой Отечественной войны, Герой Советского Союза (1945)[7].